# Les Guetteurs
Les Guetteurs es un grupo de reggae cristiano francés creado en 2008 en Boulogne-Billancourt. Sin embargo, el grupo no hizo su verdadero debut hasta 2012.

## Biografía
El grupo, formado por jóvenes de Île-de-France, fue creado en 2008. Sus canciones se inspiran en temas cristianos.
Rápidamente fueron invitados a compartir escenario con varios artistas internacionales: Paddy Kelly (de The Kelly Family), Rona Hartner y Christafari y participaron en varios festivales en Francia. En 2013 participaron en el trampolín de la música contemporánea de la ciudad de Versalles: “Rock Fridays”. En 2016 viajaron a Irak y dieron conciertos en campos de refugiados con el apoyo de Fraternité en Irak.
Su primer álbum, Guerriers pacifices, se lanzó en 2014 y les valió el premio Revelación del año en la primera edición de los Angels Music Awards.
Su segundo álbum, Tatoué, fue lanzado en 2016.
En 2018, están en el cartel del Reggae Sun Ska Festival.
Su tercer EP, Soleil Noir, fue lanzado el 17 de diciembre de 2021. Compuesto por seis nuevos temas, aborda el tema de la pobreza social y el individualismo. El estilo, fiel al reggae, se diferencia de álbumes anteriores por sus influencias electro. Otros géneros eclécticos se mezclan en las composiciones: Soleil Noir, la canción homónima del álbum, comienza con una introducción de dubstep y termina con una fuga de sintetizador. Dos clips acompañan el lanzamiento del EP, Noria y Gladiator (este último tiene 36.000 visitas en YouTube a agosto de 2023).  La Bellevilloise acoge al grupo en concierto en marzo del 2022, en el corazón de Ménilmontant.
Fueron uno de los grupos que actuaron en el escenario del “Campo de Gracia” en Lisboa, con motivo de la Jornada Mundial de la Juventud 2023 de ese mismo año, frente a más de un millón de personas, antes de que llegara el Papa Francisco, en lo que se denominó Festival de la Juventud.

## Miembros del grupo
- François-Joseph Ambroselli apodado “Fratoun”: voz, guitarra (autor, compositor)
- Ludwig Nestor: guitarra, coros
- Guilhem Vincent: teclados, melódica
- Matthieu Baud: bajo, contrabajo
- Vincent Rodriguez-Patino: batería, coros
- Damien Hoppe: sonido